# Frente Popular (Singapur)
El Frente Popular (en inglés: People's Front; chino simplificado: 人民阵线; chino tradicional: 人民陣線; pinyín: Rén Mín Zhèn Xiàn; en malayo: Barisan Rakyat; en tamil: மக்கள் முன்னணி), abreviado como PF, fue un partido político singapurense situado a la izquierda del espectro político que se registró el 21 de mayo de 1971. Fue liderado por Leong Mun Kwai, disidente del hegemónico Partido de Acción Popular, y entre sus miembros fundadores estaba el antiguo dirigente del Partido del Pueblo Unido, Lui Boon Poh; así como varios miembros del Frente Socialista (BS).
La formación disputó siete circunscripciones en las elecciones generales de 1972, mientras que Leong en persona se postuló como candidato contra el primer ministro Lee Kuan Yew en el distrito de Tanjong Pagar. Aunque los siete postulantes retuvieron con éxito sus depósitos de $500 al superar el 12,50% de los votos válidos, ninguno consiguió ser electo. Leong fue arrestado poco después de las elecciones y nuevamente antes de los siguientes comicios.
Para las elecciones de 1976, el partido se encontraba diezmado y muchos de sus miembros y dirigentes se habían unido al Partido de los Trabajadores, por entonces segunda fuerza nacional en términos de voto popular. El PF disputó en esta ocasión solo el distrito de Bedok, con Sim Peng Kim como candidato, obteniendo apenas un cuarto de los votos. Después de los comicios, los integrantes del partido que aún no se habían unido al WP adhirieron al Frente Unido, dejando al PF inactivo.

## Resultados electorales
|  | 3.01 % |

|  | 27.54 % |

|  | 0.35 % |

|  | 26.22 % |